# Ted Hufton
Ted Hufton (Southwell, 25 novembre 1892 – Swansea, 2 febbraio 1967) è stato un calciatore inglese, di ruolo portiere.

## Carriera

### Club
Ha sempre giocato nel campionato inglese.

### Nazionale
Ha vestito la maglia della Nazionale inglese sei volte tra il 1923 e il 1929.

## Palmarès

### Club

#### Competizioni nazionali
- Coppa d'Inghilterra: 1

Sheffield United: 1914-1915